# 新北市區道列表
新北市區道列表列出新北市管轄境內的所有區道。新北市區道目前由1號編至127號（含支線實際有135條）。
| 目錄 |
| --- |
| 1.北1線－北20線 2.北21線－北40線 3.北41線－北60線 4.北61線－北80線 5.北81線－北100線 6.北101線－北120線 7.北121線－北127線 |

| 編號      | 路線名稱           | 起點行政區                               | 實際起點                               | 起點連接道路       | 終點行政區                       | 實際終點                                 | 終點連接道路       | 里程   | 備註                             |
| --------- | ------------------ | ---------------------------------------- | -------------------------------------- | ------------------ | -------------------------------- | ---------------------------------------- | ------------------ | ------ | -------------------------------- |
| 北1線     | 林子－水碓         | 淡水區埤島里                             | 中山北路三段、淡金路三段路口           | 台2線              | 淡水區新義、水碓里               | 中山北路一段、大義街路口                 | 市道101號          | 2.307  | [ 2 ]                            |
| 北1-1線   | 鴨母堀－水硯頭     | 淡水區埤島、北投里                       | 商工路、淡金路二段路口                 | 台2線              | 淡水區水源里                     | 商工路、北新路一段路口                   | 市道101號          | 2.998  | [ C 1 ]                          |
| 北2線     | 竿蓁林－小坪頂     | 淡水區竿蓁里                             | 坪頂路、中正東路一段路口               | 台2乙線            | 淡水區坪頂里                     | 坪頂路、小坪頂路路口                     | 北3線              | 3.885  |                                  |
| 北3線     | 水硯頭－頂八仙     | 淡水區水源里                             | 小坪頂路、北新路二段路口               | 市道101號          | 淡水區坪頂里、北投區稻香里       | 新北市、臺北市界（小坪頂路、稻香路路口） | 北投區市區道路     | 6.045  | [ 1 ] [ C 2 ]                    |
| 北4線     | 淡水－糞箕湖       | 淡水區幸福、鄧公里                       | 學府路、中正東路路口                   | 台2乙線            | 淡水區樹興里                     | 鄧公路、小坪頂路路口                     | 北3線              | 4.609  |                                  |
| 北5線     | 六塊厝－中泰       | 淡水區屯山里                               | 大屯橋旁                               | 台2線              | 淡水區中和、蕃薯里               | 中泰國小附近                             | 北12線             | 5.051  | [ 1 ] [ C 3 ] [ W 1 ]            |
| 北6線     | 林子－田心子       | 淡水區埤島里                             | 行忠路、淡金路三段路口                 | 台2線              | 三芝區興華里                     | 行忠路、北新路路口                       | 市道101號          | 4.935  |                                  |
| 北7線     | 後厝－圓山子頂     | 三芝區後厝里                             | 芝蘭公園前                             | 台2線              | 三芝區圓山                       | 圓山草堂旁                               | 圓山里山路         | 7.831  |                                  |
| 北8線     | 義山－北新莊       | 淡水區義山里                               | 奎柔山路、淡金路三段路口               | 台2線              | 三芝區興華里                     | 奎柔山路、北新路路口                     | 市道101號          | 5.458  | [ W 2 ]                          |
| 北9線     | 海尾－埔尾         | 三芝區錫板里                             | 錫板                                   | 台2線              | 三芝區錫板、福德里               | 福海路、北新路路口                       | 市道101號          | 5.184  | [ W 3 ]                          |
| 北10線    | 興化店－北新莊     | 淡水區興仁里                             | 興仁路、淡金路三段路口                 | 台2線              | 三芝區興華、店子                 | 楓林路、新賢路路口                       | 北12線             | 5.549  | [ M 1 ]                          |
| 北11線    | 三芝－土地公埔     | 三芝區埔頭、埔坪里                       | 中山路三段、中正路二段路口             | 市道101號          | 三芝區福德里                     | 土地公埔                                 | 市道101號          | 7.574  |                                  |
| 北12線    | 番子田－北新莊     | 淡水區賢孝里                             | 賢孝公園前                             | 台2線              | 三芝區興華、店子                 | 新賢路、北新路路口                       | 市道101號          | 6.489  |                                  |
| 北13線    | 海邊－新庄子       | 三芝區新庄                               | 公王路底                               | 無                 | 三芝區新庄、茂長里               | 十七號橋旁                               | 新庄子庄內道路     | 1.329  | [ M 2 ]                          |
| 北14線    | 茂興店－新庄子     | 三芝區古庄里                               | 車路崎                                 | 台2線              | 三芝區新庄                       | 車新路、公王路路口                       | 北13線             | 2.841  | [ M 3 ]                          |
| 北15線    | 燈台口－二坪頂     | 石門區富基里                             | 第二十一號橋旁                         | 燈台口庄內道路     | 三芝區圓山                       | 北極山北星真武寶殿附近                   | 無                 | 10.215 |                                  |
| 北16線    | 頂新莊－八甲       | 石門區德茂里                             | 頂新庄                                 | 台2線              | 石門區德茂里                     | 八甲                                     | 北15線             | 2.491  | [ W 4 ]                          |
| 北17線    | 老梅－尖山湖       | 石門區老梅里                             | 老梅                                   | 台2線              | 石門區山溪里                     | 尖山湖紀念碑附近                         | 北19線             | 6.014  | [ 1 ] [ C 4 ]                    |
| 北18線    | 三芝－石門         | 三芝區埔坪里                             | 中正路一段、智成街路口                 | 市道101號          | 三芝區橫山里、石門區老梅、富基里 | 雙園長青護理之家                         | 無                 | 6.851  |                                  |
| 北19線    | 石門－尖山湖       | 石門區尖鹿里                             | 石門郵局前                             | 台2線              | 石門區山溪里                     | 尖山湖紀念碑附近                         | 北17線             | 6.427  |                                  |
| 北19-1線  | 山溪－九芎林       | 石門區山溪里                             | 崩山口                                 | 台2線              | 石門區山溪里                     | 老崩山路、石崩山路路口                   | 北19線             | 3.607  | [ M 4 ]                          |
| 北20線    | 草里－草埔尾       | 石門區草里里                             | 水流公廟                               | 台2線              | 石門區草里里                     | 頂草埔尾                                 | 北21線             | 7.073  | [ M 5 ]                          |
| 北21線    | 阿里荖－石門       | 石門區草里里                             | 阿里荖                                 | 台2線              | 石門區尖鹿里                     | 第26號橋旁                               | 台2線              | 17.281 |                                  |
| 北22線    | 磺溪－兩湖         | 金山區美田里                               | 嘉米停車場前                           | 金山區市區道路     | 金山區兩湖里、石門區乾華里         | 兩湖西側（區界）                         | 無                 | 5.434  |                                  |
| 北22-1線  | 半嶺－西勢湖       | 金山區三界                               | 半嶺子                                 | 北22線             | 金山區西湖                       | 金寶山墓園入口旁                         | 北23-1線           | 2.311  | [ W 5 ]                          |
| 北23線    | 西勢－尖山子       | 金山區萬壽里                             | 中角                                   | 台2線              | 金山區西湖                       | 尖山子                                   | 北23-1線           | 2.673  | [ W 6 ] [ M 6 ]                  |
| 北23-1線  | 半嶺－萬壽         | 金山區三界                               | 半嶺子                                 | 北22線             | 金山區西湖、永興里               | 寨子尾                                   | 西湖、永興里山路   | 3.385  | [ W 6 ] [ W 5 ] [ M 7 ] [ C 1 ]  |
| 北24線    | 田心仔－磺港       | 金山區金美、和平里                       | 民生路、中山路路口                     | 北金007號農路      | 金山區磺港里                     | 磺港漁港港口                             | 無                 | 2.052  |                                  |
| 北25線    | 三和－倒照湖       | 金山區重和里                             | 三和橋南端                             | 台2甲線            | 金山區重和里                     | 環湖三橋南端                             | 北金002號農路      | 1.980  | [ M 8 ]                          |
| 北27線    | 高厝－秀峰坪       | 金山區重和里                             | 名流路、陽金公路路口                   | 台2甲線            | 金山區重和里                     | 秀峰坪                                   | 重和里山路         | 1.480  |                                  |
| 北28線    | 萬里－五指山       | 萬里區萬里里                             | 中福路、瑪鋉路路口                     | 萬里區市區道路     | 汐止區長青里、內湖區內溝里       | 新北市、臺北市界（長青路、大湖街路口）   | 內溝里山路         | 24.349 |                                  |
| 北28-1線  | 中幅－大坪         | 萬里區崁脚里                             | 大坪道路、萬崁公路路口                 | 北28線             | 萬里區雙興里                     | 荖寮湖                                   | 雙興里山路         | 7.773  | [ M 9 ]                          |
| 北28-2線  | 崁腳－烏塗炭       | 萬里區崁脚里                             | 崁腳國小附近                           | 北28線             | 萬里區溪底里                     | 靈泉寺附近                               | 北28線             | 5.734  | [ M 10 ]                         |
| 北29線    | 汐止－五指山       | 汐止區大同、智慧里                       | 汐萬路、大同路路口                     | 台5甲線            | 汐止區烘內、長青里、士林區溪山里 | 汐萬路、長青路路口                       | 北28線             | 14.403 | [ 1 ] [ C 5 ]                    |
| 北30線    | 汐止－保長坑       | 汐止區城中、橋東里                       | 茄苳路、大同路路口                     | 台5甲線            | 汐止區保安里                     | 茄安路、大同路路口                       | 台5甲線            | 1.752  |                                  |
| 北31線    | 保長坑－平溪       | 汐止區保安里                             | 汐平路、大同路路口                     | 台5甲線            | 平溪區石底里                     | 汐平橋南端                               | 市道106號          | 18.096 |                                  |
| 北32線    | 十分寮－糞箕湖     | 石碇區豐林、隆盛里                       | 新興橋東端                             | 市道106號          | 石碇區隆盛里、南港區舊莊里       | 新北市、臺北市界                         | 舊莊里山路         | 3.292  | [ W 7 ]                          |
| 北33線    | 下寮－番子坑       | 汐止區復興、自強、文化里                 | 連興街、新台五路路口                   | 台5線              | 石碇區中民里                     | 碇南路、靜安路路口                       | 市道106號          | 13.466 | [ 1 ] [ C 6 ]                    |
| 北34線    | 水湳洞－九份       | 瑞芳區濂新里                             | 明里路、海濱路路口                     | 台2線              | 瑞芳區新山里                       | 山尖路、汽車路路口                       | 市道102號          | 4.970  | [ M 11 ]                         |
| 北35線    | 海濱－九份         | 瑞芳區海濱里                             | 濱二路、海濱路路口                     | 台2線              | 瑞芳區崇文里                     | 豎崎路、汽車路路口                       | 市道102號          | 3.823  |                                  |
| 北36線    | 瑞濱－龍潭堵       | 瑞芳區海濱里                             | 瑞濱路、建基路路口                     | 台2線              | 瑞芳區龍山、龍鎮、龍安、龍潭里     | 岳王路、逢甲路路口                       | 市道102號          | 2.986  |                                  |
| 北37線    | 瑞芳－牡丹         | 瑞芳區柑坪里                             | 柑子瀨                                 | 市道102號          | 雙溪區三貂里                     | 牡丹                                     | 市道102號          | 11.039 | [ 1 ] [ C 7 ] [ M 12 ]           |
| 北38線    | 柑腳－貢寮         | 平溪區平湖里                               | 平雙隧道北口                           | 台2丙線            | 貢寮區貢寮里                     | 朝陽街、學苑街路口                       | 北40線             | 22.193 | [ 1 ] [ C 8 ] [ M 13 ]           |
| 北39線    | 八股－丁子蘭坑     | 雙溪區魚行里                             | 丁蘭谷                                 | 市道102號          | 雙溪區魚行里                     | 丁子蘭坑                                 | 北雙202號農路      | 0.945  | [ M 14 ]                         |
| 北40線    | 貢寮－舊社         | 貢寮區貢寮里                             | 貢寮大橋西端                           | 台2丙線／市道102號 | 貢寮區龍門里                     | 復興街、興隆街路口                       | 台2線              | 2.316  | [ W 6 ]                          |
| 北42線    | 坪林－田寮         | 坪林區坪林里                             | 坪林分駐所旁                           | 市道106乙線        | 雙溪區外柑里                     | 祥柑大橋東端                             | 北38線             | 30.202 | [ 1 ] [ C 9 ]                    |
| 北43線    | 平溪－大舌湖山     | 平溪區嶺腳里                             | 白鶯橋西端                             | 市道106號          | 平溪區漁光里                     | 坪林國小漁光校區前                       | 北42線             | 13.281 | [ 1 ] [ C 10 ] [ M 15 ]          |
| 北47線    | 石碇－小格頭       | 石碇區潭邊、石碇里                       | 秀山橋北端                             | 市道106乙線        | 石碇區格頭里                     | 碇格路二段、北宜路五段路口               | 台9線              | 8.824  |                                  |
| 北47-1線  | 烏塗窟－四分子     | 石碇區烏塗里                             | 烏塗窟                                 | 北47線             | 石碇區格頭里                     | 風露嘴                                   | 台9線              | 8.806  | [ M 16 ]                         |
| 北49線    | 海水浴場－五股坑   | 八里區荖阡里                             | 荖阡坑路、中華路二段路口               | 台15線             | 五股區五龍里 八里區荖阡里        | 荖阡坑路、民義路二段路口                 | 北53線             | 3.935  | [ M 17 ] [ M 18 ]                |
| 北50線    | 渡船頭－長道坑     | 八里區米倉里                             | 渡船頭路、龍米路二段路口               | 台15線             | 八里區荖阡里                     | 八里國中附近                             | 北49線             | 6.154  | [ M 19 ]                         |
| 北51線    | 下罟子－菁埔       | 八里區下罟里                             | 下罟子                                 | 台15線             | 林口區東林里                     | 粉寮                                     | 市道108號          | 7.461  | [ M 20 ]                         |
| 北52線    | 米倉－牛寮埔       | 八里區米倉里                             | 龍米路二段147巷、龍米路二段路口        | 台15線             | 八里區米倉里                     | 牛寮埔                                   | 米倉里山路         | 2.783  |                                  |
| 北53線    | 大堀湖－五龍       | 八里區埤頭里                             | 下牛寮                                 | 北50線             | 五股區五龍里                     | 民義路二段、五林路路口                   | 市道108號          | 6.488  | [ M 21 ] [ M 22 ]                |
| 北53-1線  | 觀音山－成洲       | 五股區觀音里                             | 凌雲路三段、民義路二段路口             | 北53線             | 五股區成州、成德里               | 成子寮                                   | 五股區防汛道路     | 7.371  |                                  |
| 北54線    | 龍形－石壁腳       | 八里區龍源里                             | 龍形五街、龍米路一段路口               | 台15線             | 八里區龍源里                     | 石壁腳                                   | 龍源里山路         | 1.825  |                                  |
| 北55線    | 五股坑－洲子       | 五股區五龍里                             | 中直路、民義路二段路口                 | 北53線             | 五股區成泰里                     | 御史路、成泰路三段路口                   | 市道107號          | 6.580  | [ M 18 ]                         |
| 北56線    | 直坑－獅子頭       | 五股區觀音里                             | 凌雲路三段田埔巷、凌雲路三段路口       | 北53-1線           | 五股區集福里                     | 孝義路、成泰路四段路口                   | 市道103號          | 4.201  | [ M 23 ]                         |
| 北57線    | 五股坑－壟鉤坑     | 五股區五龍里                             | 壟鉤路、民義路二段路口                 | 市道108號          | 五股區德音里                     | 壟鉤坑                                   | 德音里山路         | 2.296  | [ M 24 ]                         |
| 北58線    | 菁埔石－土地公     | 林口區東林里                             | 粉寮一街、粉寮路二段路口               | 市道108號          | 五股區德音里                     | 成泰路一段189巷、成泰路一段路口          | 市道107號          | 4.620  | [ M 25 ] [ W 8 ]                 |
| 北60線    | 泰山－楓樹腳       | 泰山區楓樹、福泰里                       | 楓江路、明志路一段路口                 | 市道107號          | 泰山區楓樹里                     | 楓江路、新五路一段路口                   | 市道107甲線        | 0.627  | [ 1 ] [ C 11 ]                   |
| 北61線    | 仁愛國小－鷺江國小 | 蘆洲區保佑、保新里                       | 仁愛國小附近                           | 市道103號          | 蘆洲區仁德、仁復里               | 鷺江國小附近                             | 市道103號          | 2.092  | [ 1 ] [ C 12 ]                   |
| 北61-1線  | 獅頭－水湳         | 蘆洲區正義、保新里                       | 仁愛街、中正路路口                     | 北125線            | 蘆洲區水湳里                     | 仁愛街、民族路路口                       | 北61線             | 1.133  | [ 1 ] [ C 13 ] [ M 26 ]          |
| 北62線    | 仁復－永安         | 蘆洲區水河里                               | 蘆洲清海宮前                           | 蘆洲區市區道路     | 三重區五順、五常里               | 五華街、仁愛街269巷路口                  | 三重區市區道路     | 2.864  | [ W 6 ] [ M 27 ]                 |
| 北63線    | 新北園區－頭前     | 新莊區福基里                             | 化成路、重化街路口                     | 新莊區防汛道路     | 新莊區思源、文明里                 | 化成路、中正路路口                       | 台1甲線            | 2.717  | [ 1 ] [ C 14 ] [ W 9 ]           |
| 北63-1線  | 坡雅頭－頭前       | 新莊區中原里                             | 中原路、新北大道四段路口               | 台1線／市道106甲線 | 新莊區頭前里                     | 中原東路、化成路路口                     | 北63線             | 2.599  | [ 1 ] [ C 15 ]                   |
| 北64線    | 正義－仁復         | 蘆洲區正義、南港里                       | 長榮路、三民路路口                     | 市道103號          | 蘆洲區樓厝、復興里               | 復興路、環堤大道路口                     | 蘆洲區防汛道路     | 4.251  | [ M 27 ]                         |
| 北65線    | 分子尾－頂崁       | 三重區富貴、富福、碧華里 三重區慈祐里    | 溪尾街、五華街路口                     | 北62線             | 三重區二重里                     | 頂崁街、水漾路二段路口                   | 三重區防汛道路     | 3.895  | [ 1 ] [ C 16 ] [ M 28 ]          |
| 北65-1線  | 頂崁－五谷王       | 三重區谷王里                             | 興德路、疏洪西路路口                   | 三重區防汛道路     | 三重區五谷里                     | 五谷王北街、重新路五段路口               | 台1甲線            | 3.895  | [ 1 ] [ C 17 ] [ C 1 ]           |
| 北66線    | 新莊高中－五谷王   | 泰山區義仁里                             | 幸福路、泰林路一段路口                 | 市道106號          | 三重區五谷里                     | 五谷王北街42巷、五谷王北街路口           | 北65-1線           | 3.535  | [ 1 ] [ C 18 ]                   |
| 北67線    | 永安－忠孝橋       | 三重區福樂、永盛里                       | 力行路二段、三和路四段路口             | 市道103號          | 三重區重陽、國隆、中山里         | 大仁街、中正北路路口                     | 市道108號          | 2.328  | [ M 29 ]                         |
| 北68線    | 新泰國中－化成路   | 新莊區立泰、立德里、立功里               | 復興路一段、新泰路路口                 | 市道106號          | 新莊區化成里                     | 復興路三段、化成路路口                   | 北63線             | 2.080  |                                  |
| 北70線    | 新莊－營盤         | 新莊區文聖、文衡里                       | 新泰路、中正路路口                     | 台1甲線／市道106號 | 新莊區民全、民安里               | 民安國小附近                             | 北71線             | 3.397  | [ W 6 ] [ M 30 ]                 |
| 北70-1線  | 柴橋頭－頭前       | 新莊區泰豐里                             | 瓊林橋東端                             | 北70線             | 新莊區文明里、三重區中興里         | 環漢路、重新路五段656巷路口              | 三重區防汛道路     | 2.429  | [ W 9 ]                          |
| 北71線    | 丹鳳－西盛         | 新莊區丹鳳、福營、富民里                 | 民安路、中正路路口                     | 台1甲線／市道107號 | 新莊區西盛里                     | 民安西路、新樹路路口                     | 市道107號          | 2.895  |                                  |
| 北72線    | 明志－新莊         | 泰山區貴子、貴賢里                       | 貴子路、明志路路口                     | 市道107號          | 新莊區營盤、國泰里               | 三泰路、中正路路口                       | 台1甲線／市道107號 | 1.889  |                                  |
| 北73線    | 三角埔－樹林陸橋   | 樹林區三龍、三多里                       | 三俊街、中正路路口                     | 市道116號          | 樹林區圳福里                     | 俊英街、樹新路路口                       | 市道107號          | 3.180  | [ 1 ] [ C 19 ]                   |
| 北74線    | 三角埔－潭底       | 樹林區三多里                             | 保安街三段、中正路路口                 | 市道116號          | 樹林區保安里                     | 保安街一段、中山路路口                   | 市道114號          | 2.688  |                                  |
| 北74-1線  | 潭底－樹林         | 樹林區潭底、樹德里                       | 樹林區農會保安辦事處前                 | 北74線             | 樹林區樹福、保安里               | 保安地下道西端                           | 北74線             | 0.376  |                                  |
| 北75線    | 風爐坑－中坑       | 樹林區樂山里                               | 民和街、中山路三段路口                 | 市道114號          | 樹林區中山里                     | 中坑                                     | 北樹003號農路      | 5.181  | [ 1 ] [ C 20 ]                   |
| 北76線    | 泰林路－黎明工專   | 林口區仁愛、麗林、麗園里                 | 忠孝路、文化一路一段路口               | 市道105號          | 泰山區黎明里                       | 大科路、泰林路三段路口                   | 市道106號          | 6.076  | [ M 31 ] [ W 10 ]                |
| 北77線    | 寶斗厝－破竹林     | 林口區瑞平里                             | 寶斗厝                                 | 台15線             | 林口區嘉寶、頂福里               | 破竹林                                   | 市道106號          | 3.410  |                                  |
| 北77-1線  | 嘉寶－大崙         | 林口區嘉寶里                             | 嘉寶國小附近                           | 北77線             | 林口區南勢里                     | 南福路、南勢街路口                       | 市道108號          | 8.401  | [ M 32 ]                         |
| 北78線    | 中湖－菁埔         | 林口區湖南、中湖里                         | 林口區第一公墓附近                     | 市道106號          | 林口區中湖、湖北里               | 菁埔                                     | 市道105號          | 1.366  | [ M 33 ]                         |
| 北79線    | 後坑－部落園       | 林口區太平里                             | 瑞平國小附近                           | 台15線             | 林口區湖北里                     | 林口高爾夫球場                           | 市道105號          | 5.800  | [ M 34 ]                         |
| 北80線    | 後坑－頭前厝       | 林口區太平里                             | 後坑                                   | 北79線             | 林口區太平里                     | 頭前厝                                   | 北79線             | 4.108  | [ 1 ] [ C 21 ]                   |
| 北81線    | 中埔－山員潭子     | 三峽區八張里                             | 大同路、民權街路口                     | 北85線             | 三峽區弘道里                     | 福德                                     | 弘道里山路         | 5.288  | [ 1 ] [ C 22 ] [ M 35 ]          |
| 北81-1線  | 麻園－二鬮         | 三峽區中埔里                             | 大同路285巷、大同路路口                | 北81線             | 三峽區二鬮里                     | 二鬮路、中正路二段路口                   | 台3線              | 2.552  | [ M 36 ]                         |
| 北82線    | 大湖－復興橋       | 鶯歌區大湖、鳳鳴里                       | 大湖路、西湖街路口                     | 北116線            | 鶯歌區中湖、建國里               | 大湖路、中山路路口                       | 北116線            | 2.879  | [ 1 ] [ C 23 ]                   |
| 北82-1線  | 中湖－圳仔頭坑     | 鶯歌區中湖里                               | 中湖街、大湖路路口                     | 北82線             | 鶯歌區東湖里                       | 圳仔頭坑                                 | 東湖里山路           | 2.366  | [ 1 ] [ C 24 ]                   |
| 北83線    | 尖山－栗子園       | 鶯歌區永昌、尖山里                         | 中正二路、八德路路口                   | 市道114號          | 鶯歌區二橋里、大溪區中新里       | 新北市、桃園市界（中正三路、大鶯路路口） | 桃60線             | 2.934  | [ 1 ] [ 2 ] [ C 25 ] [ W 11 ]    |
| 北84線    | 三鶯大橋－東園     | 三峽區鳶山里                             | 隆恩街、復興路路口                     | 市道110號          | 土城區沛陂里                     | 柑城橋東端                               | 土城區市區道路     | 6.679  | [ M 37 ]                         |
| 北85線    | 山佳－溪墘寮       | 樹林區中山、樂山里                         | 佳園路一段、中山路三段路口             | 市道114號          | 三峽區大埔里                     | 中園街、中正路二段路口                   | 台3線              | 7.247  | [ 2 ]                            |
| 北87線    | 坡內坑－沛舍坡     | 樹林區坡內里                             | 坡內坑                                 | 坡內里山路         | 樹林區彭興里                     | 太平路、八德街路口                       | 樹林區市區道路     | 2.817  | [ M 38 ]                         |
| 北88線    | 土城－中和         | 土城區大安里                             | 金城路一段、中華路二段路口             | 台3線              | 永和區前溪、豫溪、正興、信義里   | 中山路一段、永和路二段路口               | 市道111號 · 北95線 | 9.384  | [ 1 ] [ C 26 ] [ M 39 ]          |
| 北88-1線  | 員林－柑林埤       | 土城區貨饒、裕生里                       | 裕民路、中華路一段路口                 | 台3線              | 土城區柑林里                     | 裕民路、清水路路口                       | 土城區市區道路     | 1.290  | [ 1 ] [ C 27 ] [ C 1 ] [ M 40 ]  |
| 北89線    | 板橋－內藤寮坑     | 板橋區鄉雲、重慶、信義里                 | 信義路、四川路一段路口                 | 台3線              | 土城區延寮里                     | 永豐路、永豐路270巷路口                  | 土城區市區道路     | 2.623  | [ M 41 ]                         |
| 北89-1線  | 外藤寮坑－清水坑   | 土城區清溪、青雲里                       | 青雲路、永豐路路口                     | 北89線             | 土城區清化里                     | 青雲路、石門路路口                       | 土城區市區道路     | 2.254  | [ M 42 ] [ W 12 ]                |
| 北90線    | 灰磘－中和         | 中和區灰磘里                             | 中坑公園西側                           | 北91線             | 中和區新南、南山、漳和里         | 圓通路、南山路路口                       | 北99線             | 2.565  |                                  |
| 北91線    | 新海大橋－牛埔     | 板橋區新海、吉翠里                       | 長江路一段、新海路路口                 | 板橋區市區道路     | 中和區灰磘里                     | 中坑公園東側                             | 北90線             | 7.432  | [ M 43 ]                         |
| 北92線    | 埔墘－中和         | 板橋區正泰、福壽里                       | 三民路二段245巷、三民路二段路口        | 北91線             | 中和區福善里、福祥、廟美里       | 永和路、中山路二段路口                   | 北88線             | 2.762  |                                  |
| 北93線    | 板橋－四汴頭       | 板橋區新民、漢生、挹秀、黃石里           | 文化路一段、民權路路口                 | 台3線／市道106號   | 板橋區華東、華德里               | 南亞南路二段、四川路二段路口             | 台3線              | 2.263  |                                  |
| 北94線    | 溪洲－秀朗         | 永和區協和、永樂里                       | 秀朗路一段、永和路一段路口             | 市道111號          | 中和區秀景里                     | 秀朗路三段、景平路路口                   | 台64線 · 市道106號 | 2.877  | [ M 44 ]                         |
| 北95線    | 永和－橫路         | 永和區信義、前溪、正興、豫溪里           | 中正路、永和路一段路口                 | 市道111號 · 北88線 | 中和區福南、頂南里               | 興南路二段、興南路二段74巷路口           | 中和區市區道路     | 3.481  | [ M 45 ]                         |
| 北96線    | 二十張－景美       | 新店區復興、江陵里                       | 民權路、中正路路口                     | 北101線            | 新店區寶安里                     | 民權路、中興路三段路口                   | 北103線            | 0.973  | [ M 46 ]                         |
| 北97線    | 平和里－牛埔         | 中和區中原、碧河、平河里                   | 錦和路、中山路二段路口                 | 市道106號          | 中和區錦中、錦和、錦昌里         | 錦和路、圓通路路口                       | 北90線             | 1.859  | [ W 13 ] [ M 47 ]                |
| 北98線    | 七張－木柵         | 新店區忠誠、新安、張北里                 | 寶橋路、北新路二段路口                 | 台9線              | 新店區寶福里、文山區樟新、樟文里 | 新北市、臺北市界（寶橋）                 | 文山區市區道路     | 1.246  | [ 1 ] [ C 28 ] [ M 48 ]          |
| 北99線    | 中和－石門         | 中和區福善、連和里                       | 中和路、中山路二段路口                 | 北88線             | 中和區壽南、福南里               | 南山路、興南路一段路口                   | 北95線             | 2.092  | [ 1 ] [ C 29 ]                   |
| 北100線   | 秀朗－新店         | 文山區景慶里、新店區大鵬、忠孝里         | 臺北市、新北市界（環河路、中正路路口） | 水源快速道路       | 新店區中華、新生、張南里         | 碧潭大橋東端                             | 市道110號          | 4.467  | [ M 49 ]                         |
| 北101線   | 溪子口－大坪林     | 新店區忠孝、復興里                       | 中正路、復興路路口                     | 市道106號          | 新店區五峯里                     | 中正路、中興路二段路口                   | 北103線            | 2.682  | [ M 50 ]                         |
| 北102線   | 建安－四份         | 三峽區安坑                               | 安新                                   | 市道110號          | 三峽區安坑                       | 四份子                                   | 安坑山路           | 2.049  | [ M 51 ] [ W 14 ]                |
| 北103線   | 二十張－新店       | 新店區信義里                             | 中興路三段、寶慶街路口                 | 市道106號          | 新店區廣明、張南、文中里         | 中興路一段、北宜路一段路口               | 台9線              | 3.643  | [ 1 ] [ C 30 ] [ M 52 ]          |
| 北104線   | 安坑－鹿母潭       | 三峽區安坑                               | 建安路、安坑路路口                     | 市道106號          | 三峽區安坑                       | 九如橋                                   | 安坑山路           | 3.750  | [ M 53 ]                         |
| 北105線   | 大坪頂－廣興       | 新店區頂城、太平里                       | 碧潭路、安康路一段路口                 | 市道110號          | 新店區塗潭里                       | 新潭路三段、新潭路三段80巷路口           | 塗潭里山路           | 8.663  | [ M 54 ]                         |
| 北106線   | 龜山－大粗坑       | 新店區龜山                               | 桂山路、新烏路三段路口                 | 台9甲線            | 新店區龜山                       | 桂山路、桂山路100巷路口                  | 龜山里山路           | 2.643  |                                  |
| 北107線   | 烏來－福山         | 烏來區烏來                               | 烏來分駐所前                           | 台9甲線            | 烏來區福山里                       | 福山                                     | 福山里山路           | 17.600 | [ 2 ]                            |
| 北107-1線 | 烏來－環山路       | 烏來區烏來里                             | 溫泉街、烏來街路口                     | 北107線            | 烏來區烏來里                     | 瀑布路、溫泉街路口                       | 北107線            | 4.050  | [ M 55 ]                         |
| 北108線   | 下礁溪－竹崙       | 三峽區安溪、中正里                       | 正義街、中正路一段路口                 | 台3線              | 三峽區成福里                     | 成福                                     | 市道110號          | 8.816  | [ 2 ] [ M 56 ]                   |
| 北109線   | 竹崙－插角         | 三峽區竹崙里                             | 竹崙路、紫微路路口                     | 北108線            | 三峽區插角里                     | 插角                                     | 北114線            | 12.705 |                                  |
| 北110線   | 添福－鹿窟         | 三峽區添福里                             | 添福                                   | 北111線            | 三峽區添福里                     | 鹿窟                                     | 添福里山路         | 2.795  |                                  |
| 北111線   | 頂礁溪－湊合       | 三峽區嘉添里                             | 福利橋北端                             | 北108線            | 三峽區金圳里                     | 湊合橋東端                               | 北114線            | 4.158  |                                  |
| 北112線   | 大寮地－三層坪     | 三峽區竹崙里                             | 三層坪路、竹崙路路口                   | 北109線            | 三峽區竹崙里                     | 三層坪                                   | 竹崙里山路         | 4.077  |                                  |
| 北113線   | 插角－復興         | 三峽區插角里                             | 東眼橋北端                             | 北114線            | 三峽區插角里                     | 東眼山西北側                             | 插角里山路         | 6.718  | [ 1 ] [ C 31 ] [ M 57 ]          |
| 北114線   | 湊合－熊空         | 三峽區金圳里                             | 湊合橋西端                             | 台7乙線            | 三峽區有木里                     | 熊空橋                                   | 有木里山路         | 12.107 |                                  |
| 北115線   | 中坑－蚋仔         | 三峽區有木里                             | 東峯橋西端                             | 北114線            | 三峽區有木里                     | 蚋仔                                     | 無                 | 2.354  | [ M 58 ]                         |
| 北116線   | 龜山－鶯歌         | 龜山區山頂里、鶯歌區大湖里               | 桃園市、新北市界（山鶯路、大湖路路口） | 桃10線             | 鶯歌區西鶯、北鶯里               | 中山路、中正一路路口                     | 市道114號          | 4.124  | [ 1 ] [ C 32 ]                   |
| 北117線   | 柯厝坑－泰山工業區 | 龜山區樂善里、泰山區大科里、新莊區丹鳳里 | 桃園市、新北市界（山鶯路、大湖路路口） | 桃9-1線            | 泰山區大科里、新莊區丹鳳里       | 南林科技園區入口意象前                   | 泰山工業區園區道路 | 0.403  | [ 1 ] [ C 33 ]                   |
| 北118線   | 十八份坑－下坡角   | 龜山區樂善里、新莊區丹鳳里               | 桃園市、新北市界（文桃路、壽山路路口） | 桃9線              | 新莊區丹鳳、富民里               | 壽山路、中正路路口                       | 台1甲線／市道107號 | 3.216  | [ 1 ] [ C 34 ] [ W 6 ] [ M 59 ]  |
| 北120線   | 山子腳－南勢角     | 林口區下福里                             | 大水湳路、下福路路口                   | 市道106號          | 林口區南勢里                     | 大水湳路、忠福路路口                     | 北77-1線           | 6.182  | [ 1 ] [ C 35 ] [ W 15 ] [ M 60 ] |
| 北122線   | 四腳亭－大坑內     | 瑞芳區上天里                             | 粗坑口                                 | 台2丁線            | 瑞芳區吉慶里                     | 大坑內                                   | 月眉路、六和街路口 | 1.950  | [ 1 ] [ C 36 ] [ W 6 ]           |
| 北123線   | 深澳山腳－深澳坑   | 中正區砂子里、瑞芳區龍山里                 | 基隆市、新北市界（逢甲路、調和街路口） | 中正區市區道路     | 瑞芳區龍山里、信義區孝岡里       | 新北市、基隆市界（逢甲路、深澳坑路路口） | 市道102號          | 0.532  | [ 1 ] [ C 37 ]                   |
| 北124線   | 溪墘－中路         | 蘆洲區得仁里                             | 和平路、中山一路路口                   | 蘆洲區市區道路     | 蘆洲區中路、光明里               | 和平路、光華路路口                       | 北64線             | 0.758  | [ 1 ] [ C 38 ]                   |
| 北125線   | 獅頭－褒仔寮       | 蘆洲區正義、保新里                       | 中正路、環堤大道路口                   | 蘆洲區防汛道路     | 五股區興珍里                     | 四維路、水漾路二段路口                   | 五股區防汛道路     | 3.511  | [ 1 ] [ C 39 ]                   |
| 北126線   | 溪墘－中路         | 蘆洲區溪墘、恆德里                       | 中山二路、三民路路口                   | 市道103號          | 蘆洲區得勝里                     | 中山二路、中正路路口                     | 北125線            | 0.441  | [ 1 ] [ C 40 ] [ W 6 ] [ M 61 ]  |
| 北127線   | 舊溫－新莊國小     | 新莊區中隆里、中原里                     | 中港路、中央路路口                     | 新莊區市區道路     | 新莊區立人、文德里               | 中港路、中正路路口                       | 台1甲線            | 2.627  | [ 1 ] [ C 41 ]                   |

### 勘誤
以下註解指出在中華民國交通部公告發布令（含附件）中的地名謬誤之處。
1. ↑  參照資料中作「六塊厝」，正確地名應作「石頭厝」。
2. ↑  參照資料中作「義山」，完整地名為「下奎柔山」。義山用於里名及學校名上，下奎柔山則仍可見於公車站牌。
3. ↑  參照資料中作「海尾」，正確地名應作「錫板」。
4. ↑  參照資料中作「頂新莊」，正確地名應作「頂新庄」。
5. 1 2  參照資料中作「半嶺」，完整地名應作「半嶺子」。
6. 1 2 3 4 5 6 7 8  參照資料中的起終點地名顛倒誤植。
7. ↑  參照資料中作「十分寮」，正確地名應作「八分寮」。
8. ↑  參照資料中作「土地公」，完整地名應作「石土地公埔」。
9. 1 2  參照資料中作「頭前」，完整地名應作「頭前庄」。
10. ↑  參照資料中作「黎明工專」，為黎明技術學院舊名。
11. ↑  參照資料中作「尖山」，完整地名應作「尖山埔」。
12. ↑  參照資料中作「清水坑」，正確地名應作「內冷水坑」。
13. ↑  參照資料中作「平和里」，正確地名應作「平河里」。
14. ↑  參照資料中作「四份」，完整地名應作「四份子」。
15. ↑  參照資料中作「南勢角」，正確地名應作「南勢埔」。

1. ↑  參照資料中作「北新莊」，實際終點應作「楓子林」為宜。
2. ↑  參照資料中作「海邊」，實際起點應作「公王口」為宜。
3. ↑  參照資料中作「茂興店」，實際起點應作「車路崎」為宜。
4. ↑  參照資料中作「山溪」，實際起點應作「崩山口」為宜。
5. ↑  參照資料中作「草里」，實際起點應作「水流公廟」為宜。
6. ↑  參照資料中作「西勢」，實際起點應作「中角」為宜。
7. ↑  參照資料中作「萬壽」，實際終點應作「寨子尾」為宜。
8. ↑  參照資料中作「倒照湖」，實際終點應作「竹子山腳」為宜。
9. ↑  參照資料中作「大坪」，實際終點應作「荖寮湖」為宜。
10. ↑  參照資料中作「烏塗炭」，實際終點應作「溪底」為宜。
11. ↑  參照資料中作「九份」，實際終點應作「隔頂」為宜。
12. ↑  參照資料中作「瑞芳」，實際起點應作「柑子瀨」為宜。
13. ↑  參照資料中作「柑腳」，實際起點應作「平湖」為宜。
14. ↑  參照資料中作「八股」，實際起點應作「丁蘭谷」為宜。
15. ↑  參照資料中作「平溪」，實際起點應作「白鶯橋」為宜。
16. ↑  參照資料中作「四分子」，實際終點應作「風露嘴」為宜。
17. ↑  參照資料中作「海水浴場」，實際起點應作「八里」為宜。
18. 1 2  參照資料中作「五股坑」，實際終點應作「荖阡坑」為宜。
19. ↑  參照資料中作「長道坑」，實際終點應作「八里」為宜。
20. ↑  參照資料中作「菁埔」，實際終點應作「粉寮」為宜。
21. ↑  參照資料中作「大堀湖」，實際起點應作「下牛寮」為宜。
22. ↑  參照資料中作「五龍」，實際終點應作「五股坑」為宜。
23. ↑  參照資料中作「直坑」，實際起點應作「觀音坑」為宜。
24. ↑  參照資料中作「五股坑」，實際起點應作「龍德橋」為宜。
25. ↑  參照資料中作「菁埔石」，實際起點應作「水尾」為宜。
26. ↑  參照資料中作「獅頭」，實際起點應作「保佑」為宜。
27. 1 2  參照資料中作「仁復」，實際終點應作「復興」為宜。
28. ↑  參照資料中作「頂崁」，實際起點應作「二重埔」為宜。
29. ↑  參照資料中作「忠孝橋」，實際起點應作「三重」為宜。
30. ↑  參照資料中作「營盤」，實際終點應作「民安」為宜。
31. ↑  參照資料中作「泰林路」，實際終點應作「文化一路」為宜。
32. ↑  參照資料中作「大崙」，實際終點應作「南勢埔」為宜。
33. ↑  參照資料中作「中湖」，實際起點應作「松柏腳」為宜。
34. ↑  參照資料中作「後坑」，實際起點應作「瑞平」為宜。
35. ↑  參照資料中作「山員潭子」，實際終點應作「福德」為宜。
36. ↑  參照資料中作「麻園」，實際起點應作「中埔」為宜。
37. ↑  參照資料中作「西園」，實際起點應作「三鶯大橋」為宜。
38. ↑  參照資料中作「沛舍坡」，實際終點應作「彭厝」為宜。
39. ↑  參照資料中作「中和」，實際終點應作「頂溪」為宜。
40. ↑  參照資料中作「員林」，實際起點應作「貨饒」為宜。
41. ↑  參照資料中作「板橋」，實際起點應作「四汴頭」為宜。
42. ↑  參照資料中作「外藤寮坑」，實際起點應作「四汴頭」為宜。
43. ↑  參照資料中作「牛埔」，實際終點應作「灰磘」為宜。
44. ↑  參照資料中作「秀朗」，實際終點應作「尖山腳」為宜。
45. ↑  參照資料中作「永和」，實際起點應作「頂溪」為宜。
46. ↑  參照資料中作「景美」，實際終點應作「大坪林」為宜。
47. ↑  參照資料中作「牛埔」，實際終點應作「錦和」為宜。
48. ↑  參照資料中作「木柵」，實際終點應作「寶斗厝」為宜。
49. ↑  參照資料中作「秀朗」，實際起點應作「萬盛」為宜。
50. ↑  參照資料中作「大坪林」，實際終點應作「七張」為宜。
51. ↑  參照資料中作「建安」，實際起點應作「安新」為宜。
52. ↑  參照資料中作「二十張」，實際起點應作「大坪林」為宜。
53. ↑  參照資料中作「安坑」，實際起點應作「建安」為宜。
54. ↑  參照資料中作「廣興」，實際終點應作「獅仔頭」為宜。
55. ↑  參照資料中作「環山路」，實際終點應作「烏來瀑布」為宜。
56. ↑  參照資料中作「竹崙」，實際終點應作「成福」為宜。
57. ↑  參照資料中作「復興」，實際終點應作「東眼山」為宜。
58. ↑  參照資料中作「拉卡」，實際終點應作「蚋仔」為宜。
59. ↑  參照資料中作「下坡角」，實際終點應作「丹鳳」為宜。
60. ↑  參照資料中作「山子腳」，實際起點應作「大水湳」為宜。
61. ↑  參照資料中作「中路」，實際終點應作「車路」為宜。

### 補充說明
1. 1 2 3 4  實為起點與終點皆未連接主線之支線。
2. ↑  根據中華民國交通部2015年公告，原跨縣鄉道「北市3線」之新北市（原臺北縣）路段改編為新北市區道「北3線」（此乃對比2007年路線的差異，而2010年路線已與現今無異）。
3. ↑  根據中華民國交通部2015年公告，原臺北縣鄉道北5線全線廢止為一般道路，原臺北縣鄉道北5-1線改編為新北市區道「北5線」（此乃對比2007年路線的差異，而2010年路線已與現今無異）。
4. ↑  根據中華民國交通部2015年公告，北17線終點延長至與北19線相交處。
5. ↑  根據中華民國交通部2015年公告，原北29線起點與終點對調，並將終點延長至與北28線相交處。
6. ↑  根據中華民國交通部2015年公告，北33線起點延長至與台5線相交處。
7. ↑  根據中華民國交通部2015年公告，北37線終點延長至與市道102號相交處（此乃對比2007年路線的差異，而2010年路線已與現今無異）。
8. ↑  根據中華民國交通部2015年公告，北38線終點延長至與北40線相交處（此乃對比2007年路線的差異，但無法對照於2010年路線）。
9. ↑  根據中華民國交通部2015年公告，北42線終點延長至與北38線相交處。
10. ↑  根據中華民國交通部2015年公告，北43線終點延長至與北42線相交處。
11. ↑  根據中華民國交通部2015年公告，北60線終點縮短至與市道107甲線相交處。
12. ↑  根據中華民國交通部2015年公告，原北61線之部分路段改編為北61-1線及北124線。
13. ↑  根據中華民國交通部2015年公告，北61-1線由原北61線之部分路段改編而成。
14. ↑  根據中華民國交通部2015年公告，原北63線之部分路段改編為北125線。
15. ↑  根據中華民國交通部2015年公告，原北63-1線之部分路段改編為北127線。
16. ↑  根據中華民國交通部2015年公告，原北65線之部分路段改編為北65-1線。
17. ↑  根據中華民國交通部2015年公告，北65-1線由原北65線之部分路段改編而成。
18. ↑  根據中華民國交通部2015年公告，北66線起點延長至與市道106號相交處。
19. ↑  根據中華民國交通部2015年公告，北73線終點縮短至與市道107號相交處。
20. ↑  根據中華民國交通部2015年公告，原臺北縣鄉道北75線全線廢止為一般道路，樹林區民和街納編為新北市區道「北75線」。
21. ↑  根據中華民國交通部2015年公告，北80線終點延長至與北79線相交處。
22. ↑  根據中華民國交通部2015年公告，原跨縣鄉道「北桃81線」之新北市（原臺北縣）路段改編為新北市區道「北81線」（此乃對比2007年路線的差異，但無法對照於2010年路線）。
23. ↑  根據中華民國交通部2015年公告，原北82線之部分路段改編為北82-1線；新北82線之部分路段由原北82-1線改編而成。
24. ↑  根據中華民國交通部2015年公告，原北82-1線全線改編為北82線之部分路段；新北82-1線由原北82線之部分路段改編而成。
25. ↑  根據中華民國交通部2015年公告，原跨縣鄉道「北桃83線」之新北市（原臺北縣）路段改編為新北市區道「北83線」（此乃對比2007年路線的差異，而2010年路線已與現今無異）。
26. ↑  根據中華民國交通部2015年公告，北88線起點延長至與台3線相交處（沿土城區金城路一段）。
27. ↑  根據中華民國交通部2015年公告，北88-1線起點延長至與台3線相交處。
28. ↑  根據中華民國交通部2015年公告，原跨縣鄉道「北市98線」之新北市（原臺北縣）路段改編為新北市區道「北98線」（此乃對比2007年路線的差異，而2010年路線已與現今無異）。
29. ↑  根據中華民國交通部2015年公告，北99線起點縮短至與北88線相交處。
30. ↑  根據中華民國交通部2015年公告，新店區中興路納編為新北市區道「北103線」。
31. ↑  根據中華民國交通部2015年公告，原跨縣鄉道「北桃113線」之新北市（原臺北縣）部分路段改編為新北市區道「北113線」（此乃對比2007年路線的差異，而2010年路線已與現今無異）。
32. ↑  根據中華民國交通部2015年公告，原跨縣鄉道「桃北10線」之新北市（原臺北縣）路段改編為新北市區道「北116線」（此乃對比2007年路線的差異，而2010年路線已與現今無異）。
33. ↑  根據中華民國交通部2015年公告，原跨縣鄉道「桃北9-1線」之新北市（原臺北縣）路段改編為新北市區道「北117線」（此乃對比2007年路線的差異，但無法對照於2010年路線）。
34. ↑  根據中華民國交通部2015年公告，原跨縣鄉道「桃北9線」之新北市（原臺北縣）路段改編為新北市區道「北118線」（此乃對比2007年路線的差異，但無法對照於2010年路線）。
35. ↑  根據中華民國交通部2015年公告，原跨縣鄉道「桃北4線」之新北市（原臺北縣）部分路段改編為新北市區道「北120線」（此乃對比2007年路線的差異，但無法對照於2010年路線）。
36. ↑  根據中華民國交通部2015年公告，原跨縣鄉道「市北11線」之新北市（原臺北縣）部分路段改編為新北市區道「北122線」（此乃對比2007年路線的差異，而2010年路線已與現今無異）。
37. ↑  根據中華民國交通部2015年公告，原跨縣鄉道「市北6線」之新北市（原臺北縣）部分路段改編為新北市區道「北123線」（此乃對比2007年路線的差異，而2010年路線已與現今無異）。
38. ↑  根據中華民國交通部2015年公告，北124線由原北61線之部分路段改編而成。
39. ↑  根據中華民國交通部2015年公告，北125線由原北63線之部分路段改編而成。
40. ↑  根據中華民國交通部2015年公告，蘆洲區中山二路（三民路至中正路間）納編為新北市區道「北126線」。
41. ↑  根據中華民國交通部2015年公告，北127線由原北63-1線之部分路段改編而成。

### 雜項注釋
1. 1 2 3 4 5 6 7 8 9 10 11 12 13 14 15 16 17 18 19 20 21 22 23 24 25 26 27 28 29 30 31 32 33 34 35 36 37 38 39 40 41   (PDF). 中華民國交通部公告發布令. 交路字第1040027670號. 中華民國交通部. 2015-09-07.
2. 1 2 3 4 5  改制新北市區道前，曾由交通部公路總局代為養護之臺北縣鄉道。